# Rillenstein von Mollenstorf
Der Rillenstein von Mollenstorf ist ein vorgeschichtlicher Rillenstein mit Wetzrillen. Er liegt bei Mollenstorf, einem Ortsteil von Penzlin im Landkreis Mecklenburgische Seenplatte (Mecklenburg-Vorpommern). Seit 1985 steht er unter Denkmalschutz. Hans-Jürgen Beier deutete ihn als Überrest eines Großsteingrabes.

## Lage
Der Stein befindet sich direkt im Ort zwischen der Kirche und dem Gutshaus.

## Beschreibung
Er hat eine Länge von 1,4 m und eine Breite von 0,9 m. Seine Oberfläche weist zahlreiche Schälchen auf. Seine Oberfläche weist zwei tiefe und breite Rillen auf. Eine läuft mittig von einer Langseite zur anderen. Die zweite geht im rechten Winkel hiervon ab und verläuft bis zu einer Schmalseite des Steins. Die zweite Rille hat eine Breite von 12 cm, die erste ist etwas schmaler.